# Ovidi Montllor i Mengual
Ovidi Montllor i Mengual   (Alcoi, 4 de febrer de 1942 - Barcelona, 10 de març de 1995) fou un actor i cantautor alcoià pertanyent al moviment de la Nova Cançó, amb una extensa trajectòria professional de més de deu àlbums editats en vida i una cinquantena de pel·lícules, 30 muntatges teatrals i diversos programes televisius.

## Biografia

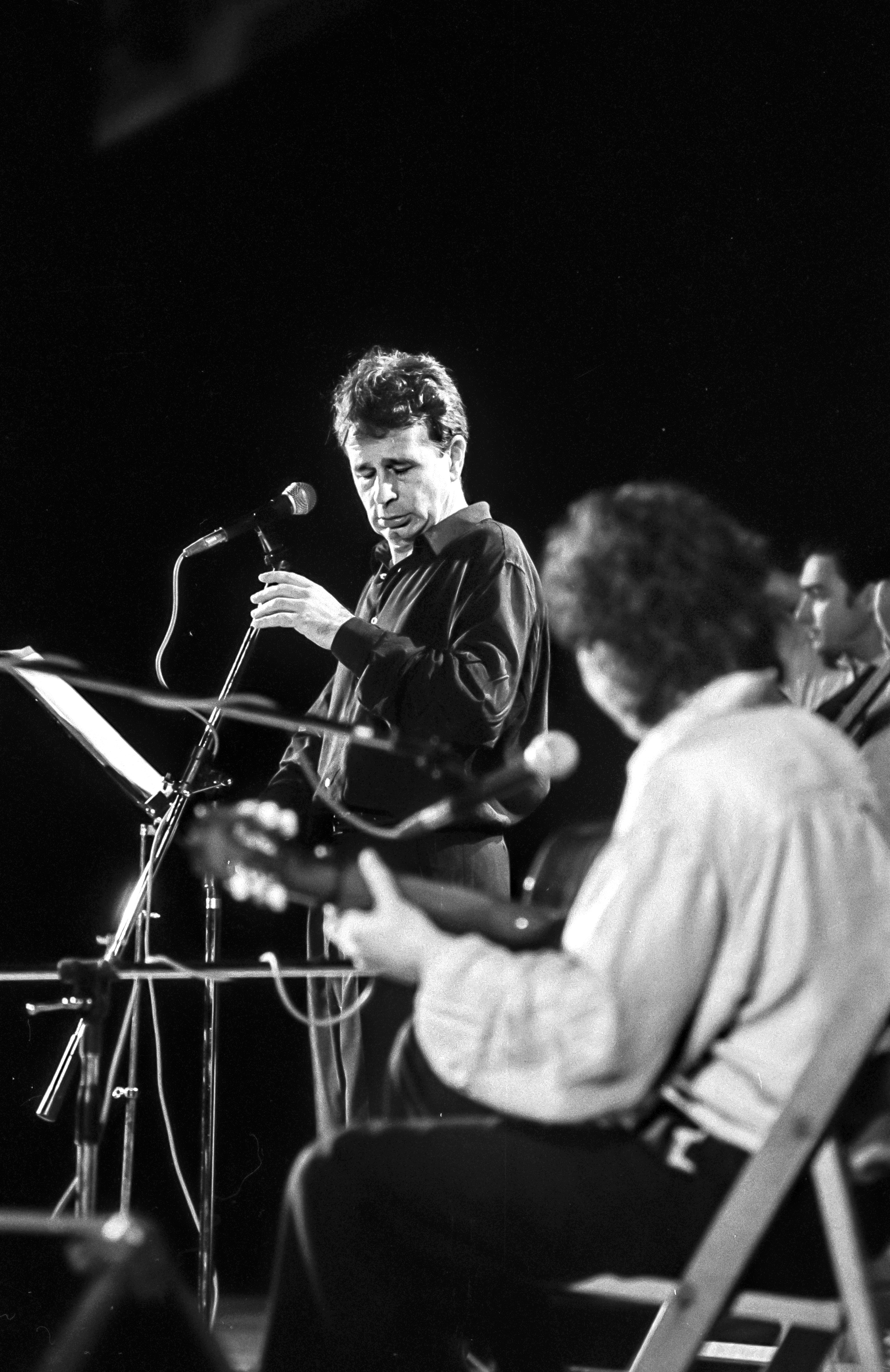
Actuació a Alcoi

Fill d'una família de classe obrera de l'Alcoi de postguerra, era el més gran de tres germans. De caràcter malaltís, aprofitava per a llegir les obres que el seu oncle li havia deixat en exiliar-se. Encara no havia fet 12 anys quan va haver de deixar l'escola per les necessitats econòmiques familiars. S'hagué d'espavilar en el món laboral treballant en 36 oficis diferents com a mecànic, adroguer, venedor ambulant, obrer tèxtil, cambrer, pastor, picapedrer, reporter o comptable. Per combatre les desigualtats que havia observat, quan es traslladà a Barcelona el 1959, s'integrà al Partit Socialista Unificat de Catalunya i després al Partit dels Comunistes de Catalunya.

### Cantant i poeta
Inicià la seva carrera artística en el món del teatre el 1965, el 1967 aprengué a tocar la guitarra de forma autodidacta i el 1968 començà a cantar professionalment i enregistrà el seu primer disc, La fera ferotge, una crítica a l'obsessió del franquisme per l'ordre, la lluita desigual de l'antifranquisme, i la passivitat de les classes mitjanes. Aquest disc el vinculà amb la Nova Cançó i inicià diversos concerts amb el guitarrista Toti Soler.
A partir del 1968, començà a interpretar poemes musicats d'autors com Vicent Andrés Estellés, Joan Salvat-Papasseit, Salvador Espriu, Pere Quart i Josep Maria de Segarra, entre d'altres. Açò, més tard, el relacionaria amb la Nova Cançó, un moviment artístic musical que va nàixer durant el franquisme i que pretenia impulsar la llengua catalana mitjançant un llenguatge reivindicatiu. La divulgació de l'obra de poetes catalans va ser una de les constants de la seva vida, i juntament amb Raimon, Francesc Pi de la Serra i Lluís Llach, les seves cançons van ser referents de l'antifranquisme fora de l'àmbit catalanoparlant. Nogensmenys, el govern valencià el va silenciar i fou vetat a la Radiotelevisió Valenciana.

### Actor de cinema

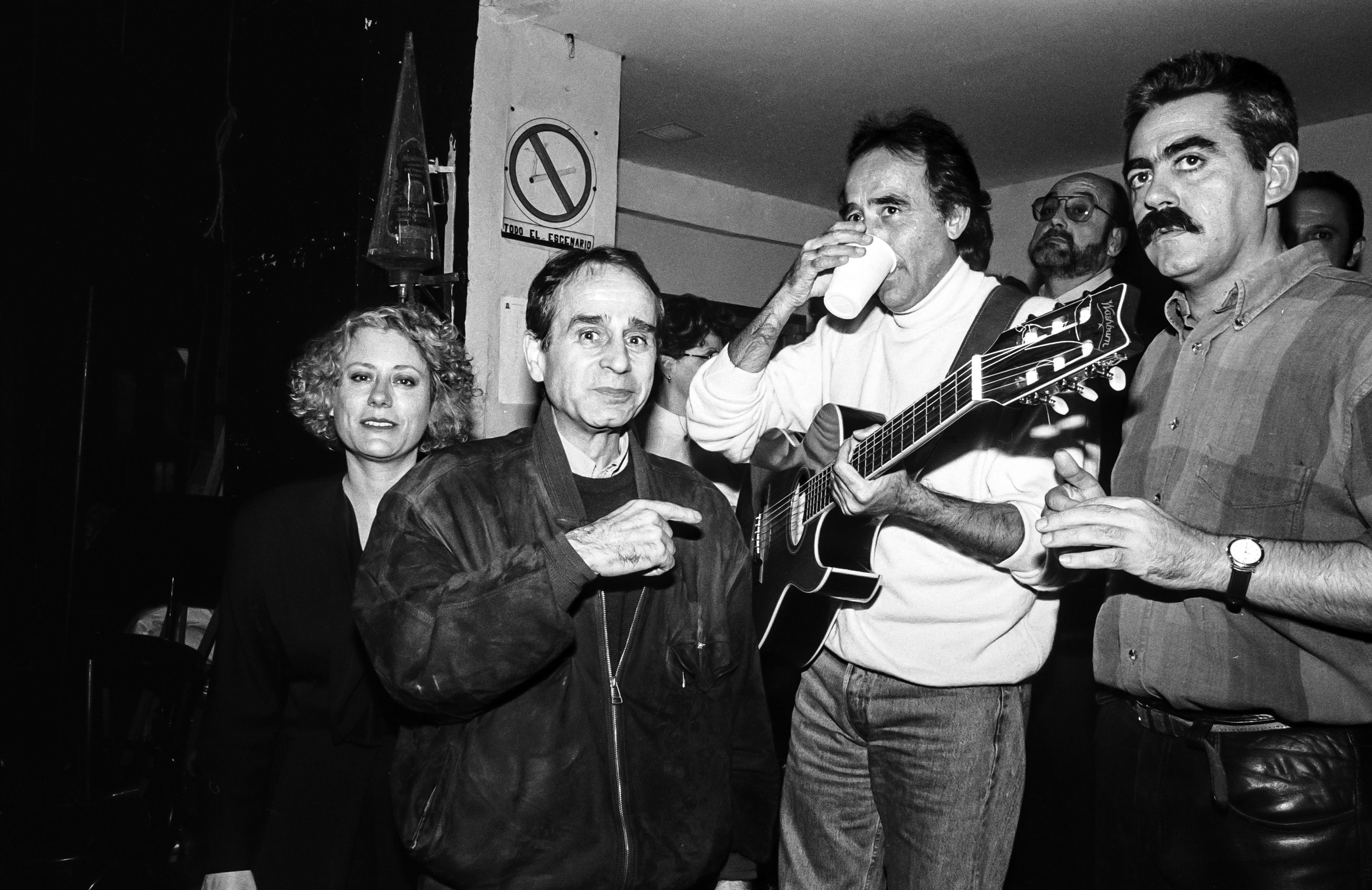
Ovidi Montllor en un homenatge a Alcoi

El 1974, la seua carrera com a cantant i actor de teatre feu un gir cap al cinema gràcies a la proposta de Francesc Betriu per participar en el film Furia española. I un any després participà a Furtivos, dirigida per José Luis Borau, una pel·lícula que hagué de lluitar contra la censura i que aconseguí un gran èxit entre el públic i la crítica, que hi mostrà una opinió favorable. En pocs anys, amb la participació en La ciutat cremada, L'obscura història de la cosina Montse, Soldados, Companys, procés a Catalunya, La veritat sobre el cas Savolta, La Sabina, La campanada i El Nido es va convertir en un dels actors fonamentals de la Transició, en què habitualment representava el paper de personatges complexos i traumàtics.
Després de l'èxit d'aquestes pel·lícules, el futur d'aquest actor novell semblava esperançador, però les seues següents interpretacions no gaudiren del mateix èxit. D'ací que la seua carrera com a actor de cinema sembla no haver rebut el reconeixement que mereixia després de la seua brillant aparició sobtada en la pantalla gran. Els últims deu anys de la seua vida s'apartà del panorama musical per a centrar-se en el teatre, la televisió i el cinema.
A partir de protagonitzar Furtivos, procurà de cercar un perfil interpretatiu que el desvinculara del paper d'aquesta pel·lícula. Ell considerava que per a aprendre a ser actor calia no rebutjar cap oportunitat, de manera que li permetera aprendre i madurar com a tal. En ocasió d'aquests fets afirmà: «La història de Furtivos em va marcar un tipus de personatge que altres directors intentaren seguir. M'encasellaren i els guions que rebia eren les segones i terceres parts de la pel·lícula de Borau. Com que la cançó està funcionant, jo destrie i seleccione molt la meua aparició en la pantalla. Després me'n penedí perquè el temps m'ha demostrat que treballant és l'única forma en què un aprèn, i treballar en cine és difícil».
En quinze anys, Ovidi Montllor rodà tres o quatre pel·lícules per any i treballà amb tots els directors que li oferien un paper en el seu llargmetratge: Imanol Uribe, Antonio Drove, Jaime Camino, Josep Maria Forn, Luis Cortés, Jordi Bayona, Eloy de la Iglesia, Jaime de Armiñán, etc. La seua trajectòria com a actor fou mereixedora de premis com el guardó del Festival Valencià o el premi d'interpretació del Festival de Cartagena de Indias, per la pel·lícula Soldados (1977) d'Alfonso Ungría. L'any 1994 fou nomenat Miquelet d'Honor per la Societat Coral el Micalet de València. També participà en doblatges de pel·lícules, com per exemple en el doblatge al valencià de Casablanca, en què posava veu a Sam. Com a actor de cinema majoritàriament interpretà personatges introvertits i marginats amb els quals s'identificava.

### Homenatges

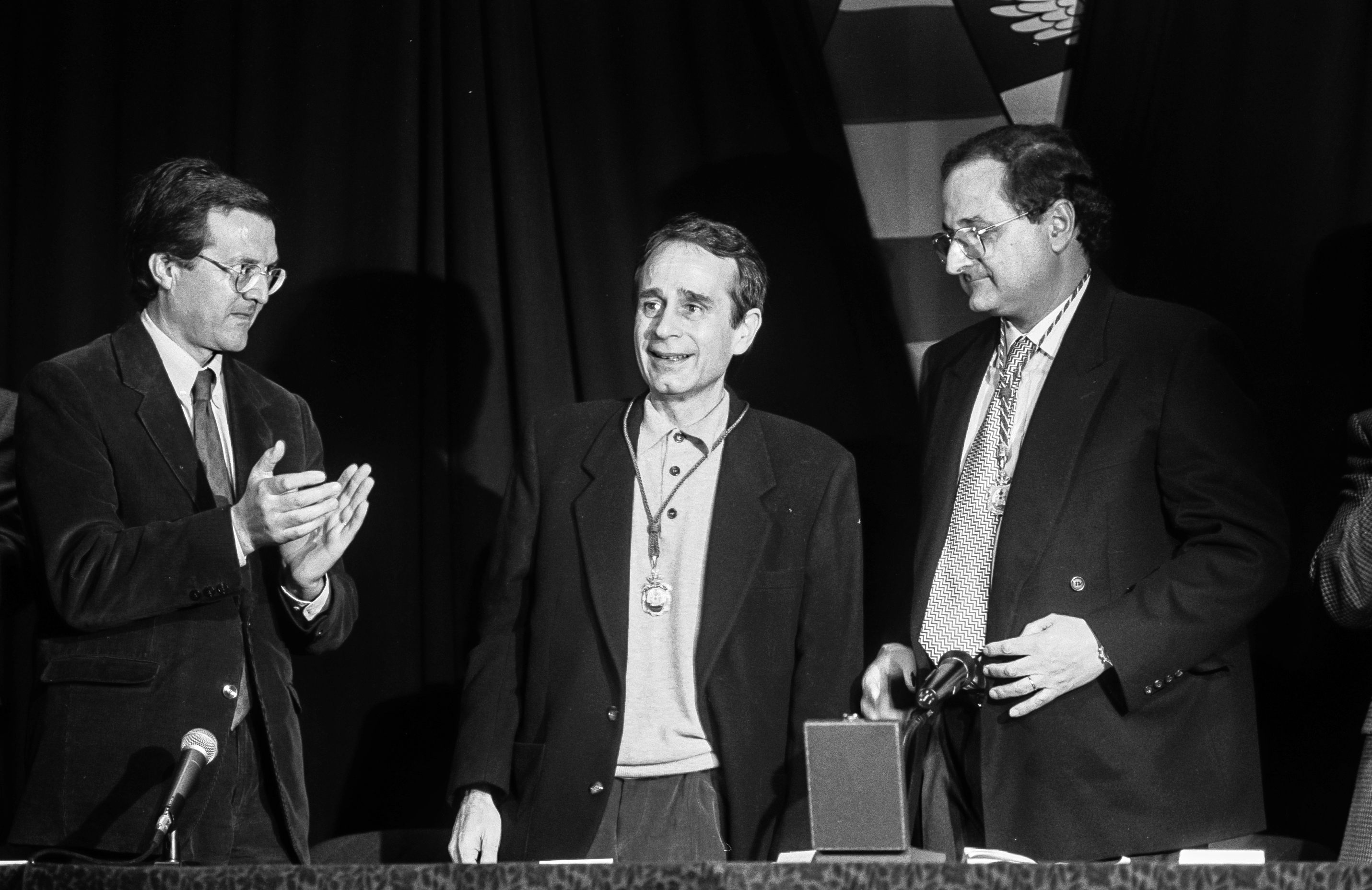
Ovidi rebent la medalla de la ciutat d'Alcoi

Des de 1976, visqué al carrer de Sostres número 3, al barri de la Salut de Barcelona, on morí l'any 1995 a conseqüència d'un càncer d'esòfag. Cinc mesos abans, Alcoi —el seu poble natal— li havia tributat un emotiu homenatge. Les seues cendres reposen al cenotafi de personatges il·lustres del cementiri d'Alcoi.
L'any 2004 es creà una associació de suport i projecció de la música en valencià que portà el seu nom: el Col·lectiu Ovidi Montllor. Aquest col·lectiu és el responsable, entre d'altres tasques, de la convocatòria dels Premis Ovidi Montllor, que s'atorguen anualment des del 2006 als artistes més destacats de la música en valencià.
L'any 2005, la revista musical Enderrock edità el documental Ovidi Montllor: Crònica d'un artista, dirigit per Pere Pons, una biografia de l'artista a través dels ulls dels seus amics. El documental es va distribuir en format DVD amb la revista Folc, núm. 21. Entre els homenatges que se li han fet, cal destacar el que se celebrà el 15 de maig de 2006 al Palau de la Música Catalana. Organitzat per l'Ateneu La Torna de Gràcia i la discogràfica catalana Propaganda pel fet!. Aquest homenatge comptà amb les intervencions de Vicent Partal, Alfred Lucchetti, Oleguer Presas, Isabel-Clara Simó, Pep Riera, Gabriela Serra, Toni Miró i Arcadi Oliveres, entre d'altres. Hi participaren els músics següents: Toti Soler, Llúcia Vives, Toni Xuclà, Jordi Vidal, Materrània, Biel Mesquida, Miquel Gil, Lídia Pujol, Túrnez i Sesé, Obrint Pas, Verdcel, Feliu Ventura, Al Tall, Safanòria, Poetristes (banda liderada per Titot) i La Fera Ferotge (grup que interpreta peces de Montllor, formada per membres d'Inadaptats i Cesk Freixas).
El 10 de març de 2013, coincidint amb el divuitè aniversari de la seva mort, Alcoi organitzà una sèrie d'actes entorn del cantautor. Algunes d'aquestes mostres d'homenatge foren el canvi de nom del passeig Viaducte pel d'Ovidi Montllor, la instal·lació d'una placa a la casa on nasqué (carrer de Sant Joan de Ribera, 15), i la inauguració d'una escultura de cinc metres d'alçada feta pel seu amic Antoni Miró anomenada Faré vacances.
En ocasió del 20è aniversari de la seva mort, s'edità un CD de recull de les seves cançons, amb el nom de 20 anys de vacances / 20 cançons i es proposà L'Ovidi: el making of de la pel·lícula que mai es feu, un documental de ficció que explica la seva vida, interpretada per Eduard Fernández, sobre la no realització d'un biopic frustrat pel tancament forçós de Canal 9, i que finalment estrena TV3 (el documental, no la pel·lícula).
També amb motiu d'aquest 20è aniversari, Arturo Gaya (veu), Kike Pellicer (contrabaix) i Paco Prieto (guitarra) enregistraren el disc Gràcies, Ovidi. El disc comptà amb col·laboracions especials de Toti Soler, Pep Gimeno Botifarra, Miquel Gil, Jordi Fusté, Pepet i Marieta, Núria Lozano, Cati Plana, Verónica Zúñiga, Quique Pedret, Montse Castellà, Juanjo Blanco, Sergi Molina, Ricardo Sierra i Sergi Trenzano. Entre tots, sota la producció musical de Kike Pellicer, aconseguiren bastir un disc en què les cançons d'Ovidi Montllor prenen una altra forma, uns altres colors.
El 2020 es commemoren els 25 anys de la seua mort amb diferents actes arreu, com per exemple l'espectacle Va d'Ovidi dins del festival Barnasants a la sala de Barcelona que du el nom del cantant d'Alcoi, o ala Teatre Principal de València. També el grup de cançó protesta Ovidi4, presentà l'espectacle «Ovidi25» amb el propòsit d'homenatjar l'artista que les noves generacions han reivindicat i convertit en un referent polític.

## Discografia[14]

### Senzills i EPs
| • Ovidi Montllor (1968)                                                                                 |
| --- |
| (Discophon) 1. La fera ferotge 2. Lliçó de sumes i verbs 3. Cançó de les balances 4. Cançó de llaurador |

| • Gola seca (1969)                                                                  |
| ----------------------------------------------------------------------------------- |
| (Discophon) 1. Gola seca 2. La fàbrica Paulac 3. Cançó d'amor 4. Història d'un amic |

| • Sol d'estiu/Ell (1971)          |
| --------------------------------- |
| (Discophon) 1. Sol d'estiu 2. Ell |

| • L'escola de Ribera/Als companys (1977)       |
| ---------------------------------------------- |
| (Edigsa) 1. L'escola de Ribera 2. Als companys |

### LPs
| • Un entre tants… (1972) |
| --- |
| (Discophon) 1. El diluvi 2. El desesperat 3. De l'espai no te'n refies mai 4. Garrotada en swing 5. Cançoneta juganera 3 6. Sí senyor 7. Perquè vull 8. Visc el que veig 9. Cançoneta juganera 2 |

| • Crònica d'un temps (1973) |
| --- |
| (Discophon) 1. El vi 2. Als pares amb tota la impotència 3. Xafarderies 4. Ais! 5. Prediccions i conformitats 6. Diccionari de butxaca 7. Carta a casa 8. Els banyetes 9. Crònica d'un temps 10. Serà un dia que durarà anys |

| • A Alcoi (1974 (reeditat i digitalitzat per Picap, 2008)) |
| --- |
| (Edigsa) 1. De res 2. Homenatge a Teresa 3. Els amants 4. Corrandes d'exili 5. Les meves vacances 6. Assaig de càntic en el temple 7. A la vida 8. Una nit a l'òpera 9. Món divertit 10. Va com va 11. Tot explota pel cap o per la pota |

| • Salvat Papasseit per Ovidi Montllor (1975 (reeditat i digitalitzat per Picap, 2007))) |
| --- |
| (Edigsa) 1. Canto a la lluita (Joan Salvat-Papasseit - Toti Soler) 2. L'ofici que més m'agrada (Joan Salvat-Papasseit - Carlos Boldori) 3. Nocturn per a acordió (Joan Salvat-Papasseit - Víctor Ammann) 4. Nadal (Joan Salvat-Papasseit - Carlos Boldori) 5. Divisa (Joan Salvat-Papasseit - Toti Soler) 6. Penyora d'amor o [L'enamorat li deia] (Joan Salvat-Papasseit - Martí Llauradó) 7. Dóna'm la mà (Joan Salvat-Papasseit - Toti Soler) 8. Platxèria (Joan Salvat-Papasseit - Toti Soler) 9. La meva amiga com un vaixell blanc (Joan Salvat-Papasseit - Carlos Boldori) 10. Posta (Joan Salvat-Papasseit - Toti Soler) 11. Marxa Nupcial (Joan Salvat-Papasseit - Toti Soler - Carlos Boldori - Gustavo Quinteros - Ovidi Montllor) 12. Bitllet de quinze (Joan Salvat-Papasseit - Toti Soler) 13. Encara el tram (Joan Salvat-Papasseit - Toti Soler) 14. Si jo fos pescador (Joan Salvat-Papasseit - Carlos Boldori) 15. El berenar a les roques (Joan Salvat-Papasseit - Víctor Ammann) 16. Poema sense acabar (Joan Salvat-Papasseit - Ovidi Montllor) 17. Res no és mesquí (Joan Salvat-Papasseit - Carlos Boldori) 18. Tot l'enyor de demà (Joan Salvat-Papasseit - Toti Soler) 19. Proverbi (Joan Salvat-Papasseit - Toti Soler) |

- A l'Olympia (Edigsa, 1975; reeditat i digitalitzat per Picap, 2008)
- De manars i garrotades (Edigsa, 1977;[33] reeditat i digitalitzat per Picap, 2008). Amb poemes musicats de Joan Salvat-Papasseit i de Vicent Andrés Estellés.
- Bon vent… i barca nova!  (BMG-Ariola,1978)
- Ovidi Montllor diu Coral romput  (BMG-Ariola, 1979)
- 4-02-42 (BMG-Ariola, 1980)
- …Qualsevol dia impensat, us tornaré a emprenyar (PM Produccions, 2004)

### Col·laboracions
- "L'àngel i l'escombriaire", en Calaix de sastre (Blau, 1984; de Miquel Pujadó)
- Quart creixent (Difusió Mediterrànea, 1990; de Paco Muñoz)
- Rosa perduda (Difusió Mediterrània, 1992; de Vicent Torrent)

### Recopilatoris
- Ovidi Montllor... per sempre (SBD Records, 1995)
- Ovidi Montllor. Antologia (Dahiz Produccions, 2000). Recull de 13CDs que inclou els inèdits Homenatge a Apel·les Formosa i Ovidi diu Sagarra
- Ovidi Montllor. A dos de val. Ovidi Montllor diu Joan Fuster.(PM Produccions, 2012)
- 20 anys de vacances. 20 cançons (Picap, 2015)[22]

### Discos col·lectius
- Lluita i compromís (Discophon, 1976; amb Raimon i Pi de la Serra)
- Dies i hores de la Nova Cançó (Edigsa, 1978)
- Junts (Ariola, 1981)
- Temps i cançons. 1976-1981 (Ariola, 1981)
- 20 anys de cançó al País Valencià (Valdisc, 1981)
- Cançons per La Trapa (Blau, 1994)
- No nos moverán (recuerdos de una transición) (Hispavox, 1995)

### Homenatges i tributs
| • Homenatge a Ovidi (Inadaptats, 2004) |
| --- |
| (Propaganda pel Fet) 1. De l'espai no te'n refies mai 2. Va com va 3. El desesperat 4. El diluvi 5. Tot explota pel cap o per la pota 6. Homenatge a Teresa 7. Ai! 8. Encara nois, encara 9. Sageta de foc 10. Autocrítica i crítica 11. Serà un dia que durarà anys 12. Culminació 13. Cançoneta juganera 2 14. Lliçó de sumes i verbs |

| • L'Ovidi se'n va a Palau (2007) |
| --- |
| (Propaganda pel Fet) Enregistrament en viu del concert L'Ovidi se'n va a Palau: homenatge a Ovidi Montllor el 15 de maig de 2006 al Palau de la Música Catalana 1. Toti Soler & Llúcia Vives M'aclame A Tu 2. Toti Soler & Llúcia Vives Va Com Va 3. Toni Xuclà & Jordi Vidal La Fera Ferotge 4. VerdCel El Meu Poble Alcoi 5. Feliu Ventura La Samarreta 6. Feliu Ventura Tot Explota Pel Cap O Per La Pota 7. Túrnez & Sesé Balada Del Pas Del Món 8. Miquel Gil & Lídia Pujol Homenatge A Teresa 9. La Fera Ferotge Sageta De Foc 10. La Fera Ferotge L'escola De Ribera 11. Al Tall Perquè Vull 12. Safanòria Als Companys 13. Obrint Pas La Muixeranga |

| • Gràcies, Ovidi (Arturo Gaya, Kike Pellicer i Paco Prieto, 2011) |
| --- |
| (Blau/DiscMedi) 1. Vinyes verdes vora el mar (03’00") 2. M'aclame a tu (04’43") 3. La samarreta (02’53") 4. La cançó de les balances (03’20") 5. Perquè vull (02’32") 6. Poema sense acabar (03’51") 7. La fera ferotge (02’00") 8. L'arc de Sant Martí (04’39") 9. Homenatge a Teresa (02’52") 10. Va com va (03’02") 11. Les meves vacances (04’44") 12. Verí-good (04’40") 13. De manars i garrotades (05’00") 14. Cançó de llaurador (02’34") |

| • Ovidenques (El Diluvi, 2012)                                                             |
| ------------------------------------------------------------------------------------------ |
| 1. Montserrat 04:24 2. Homenatge a Teresa 02:53 3. Perquè vull 03:25 4. Als companys 02:27 |

| • M'aclame a tu: les cançons d'Ovidi Montllor (2015) |
| --- |
| (EDR Discos) Disc de tribut encartat amb el número 234 de la revista Enderrock 1. Juli Mira - "Autocrítica i crítica" 2. Toti Soler i Gemma Humet - "Va com va" 3. Miquel Gil i Pascal Comelade - "Homenatge a Teresa" 4. Ballàgora - "M’aclame a tu" 5. Oriol Foll - "Montserrat” 6. Antonio el Remendao - "Serà un dia que durarà anys" 7. El Diluvi - "Cançó del cansat" 8. La Fera Ferotge - "“Perquè vull" 9. Xerramequ Tiquis Miquis - "La fera ferotge" 10. Inadaptats - "Tot explota (pel cap o per la pota)" 11. Miquel Gironés i Borja Penalba - "Homenatge a Teresa" |

## Cançons més populars
- La samarreta
- La fera ferotge
- Homenatge a Teresa
- Va com va
- Perquè vull
- L'escola de Ribera
- La cançó del cansat
- La cançó de les balances

## Filmografia
| A.   | direcció                | títol                                              | gènere        |
| ---- | ----------------------- | -------------------------------------------------- | ------------- |
| 1985 | Ángel Alonso            | Fleca Rigol, digueu                                | telefilm      |
| 1987 | Jordi Bayona            | Material urbà                                      |               |
| 1981 | Jordi Bayona            | Putapela                                           | drama         |
| 1976 | Francesc Bellmunt       | La nova cançó                                      | documental    |
| 1989 | Francesc Bellmunt       | Un negre amb un saxo                               | intriga       |
| 1985 | Carles Benpar           | Escapada final                                     | policíac      |
| 1987 | Carlos Benpar           | La veritat oculta                                  | por           |
| 1992 | Xavier Berraondo        | Els savis de Vilatrista                            | telefilm      |
| 1975 | Francesc Betriu         | Furia española                                     | comèdia       |
| 1975 | José Luis Borau         | Furtivos                                           | drama         |
| 1977 | Jordi Cadena            | L'obscura història de la cosina Montse             | drama         |
| 1992 | Jaume Camino            | El llarg hivern                                    | drama         |
| 1988 | Antoni P. Canet         | Amanece como puedas                                | comèdia       |
| 1980 | Luis Cortés             | Te quiero, te quiero, te quiero                    |               |
| 1989 | José Luis Cuerda        | Amanece, que no es poco                            | comèdia       |
| 1989 | Antonio del Real        | El río que nos lleva                               | drama         |
| 1980 | Antonio Drove           | La veritat sobre el cas Savolta                    | drama hist.   |
| 1979 | Teresa Enrich           | Emigrante                                          | curtmetratge  |
| 1981 | Manuel Esteba           | Sexo sangriento                                    | eròtic        |
| 1989 | Julián Esteban          | Monte bajo                                         | drama         |
| 1989 | Héctor Faver            | El acto                                            | drama         |
| 1988 | Jesús Font              | Per molts anys                                     | curtmetratge  |
| 1989 | Jesús Garay             | La banyera                                         | intriga       |
| 1976 | Jordi Grau              | La siesta                                          | comèdia negra |
| 1987 | Isabel Hernández-Sular  | El techo                                           | curtmetratge  |
| 1988 | Antonio Isasi-Isasmendi | L'aire d'un crim                                   | drama         |
| 1983 | Santiago Lapeira        | El invernadero                                     | por           |
| 1991 | Santiago Lapeira        | Perfidia                                           | comèdia       |
| 1992 | Santiago Lapeira        | Blue Gin                                           | drama         |
| 1986 | Paco Lucio              | Teo el pelirrojo                                   | drama         |
| 1986 | José Luis Iglesias      | Memoria universal                                  | curtmetratge  |
| 1986 | Manuel Lombardero       | La especialidad de la casa                         | curtmetratge  |
| 1987 | Ferran Llagostera       | Bar-cel-ona                                        | comèdia       |
| 1989 | Ferran Llagostera       | Gran sol                                           | comèdia       |
| 1980 | Carles Mira             | Con el culo al aire                                | comèdia       |
| 1984 | Carlos Pérez Ferre      | Hèctor, l'estigma de la por                        | drama         |
| 1976 | Antoni Ribas            | La ciutat cremada                                  | drama hist.   |
| 1978 | Carles Mira             | La portentosa vida del pare Vicent                 | sàtira        |
| 1979 | Josep Maria Forn        | Companys, procés a Catalunya                       | drama hist.   |
| 1979 | José Luis Borau         | La Sabina                                          | intriga       |
| 1980 | Jaime Camino            | La campanada                                       | drama         |
| 1980 | Jaime de Armiñán        | El Nido                                            | drama         |
| 1980 | Sebastià d'Arbó         | Viaje al más allá                                  | por           |
| 1981 | Joan Solivellas         | Un drac, Sant Jordi i el cavaller Kaskarlata       | curtmetratge  |
| 1981 | Imanol Uribe            | La fuga de Segovia                                 | drama hist.   |
| 1982 | Joaquim Coll Espona     | Los embarazados                                    | comèdia       |
| 1983 | J. Coll Espona          | El fascista, doña Pura y el follón de la escultura | comèdia       |
| 1983 | Carles Mira             | Que nos quiten lo bailao                           | comèdia       |
| 1983 | Eloy de la Iglesia      | El pico                                            | drama         |
| 1985 | Joan Solivellas         | Un, dos, tres... ensaïmades i res més              | comèdia       |
| 1985 | José Ángel Rebolledo    | Fuego eterno                                       | drama hist.   |
| 1978 | Alfonso Ungría          | Soldados                                           | drama hist.   |
| 1990 | Antoni Verdaguer        | La teranyina                                       | drama hist.   |

De 1975 ençà participà en les produccions següents com a protagoniste o com a secundari:
| A.   | títol                                            | ep.  | gènere      |
| ---- | ------------------------------------------------ | ---- | ----------- |
| 1993 | Agència de viatges                               | 14   | comèdia     |
| 1993 | Una gloria nacional                              | 7/11 |             |
| 1993 | Truhanes                                         | 26   |             |
| 1993 | Habitación 503                                   | 1/39 |             |
| 1990 | Eva y Adán, agencia matrimonial                  | 1/20 | comèdia     |
| 1990 | Querido cabaret                                  | 13   | musical     |
| 1989 | L'avi Bernat                                     | 2/13 | comèdia     |
| 1989 | Delirios de amor                                 | 1/13 | drama       |
| 1988 | A l'est del Besòs                                | 1/13 | comèdia     |
| 1988 | 13 × 13                                          | 1/13 | drama       |
| 1986 | Les claus de vidre                               | 1/10 |             |
| 1986 | Pepe Carvalho                                    | 6/8  | policíac    |
| 1985 | Planeta Imaginari                                | 1/86 | infantil    |
| 1984 | La comedia                                       | 1/16 | comèdia     |
| 1983 | Misteri                                          | 1/13 | misteri     |
| 1981 | Gran teatre                                      | 2/25 | drama       |
| 1980 | Quitxalla: "La llegenda de Sant Jordi i el drac" | 1/25 | infantil    |
| 1979 | Novel·la                                         | 7/57 | drama       |
| 1978 | Llibre dels fets del bon rei en Jaume            | 8    | drama hist. |
| 1976 | Lletres catalanes                                | 4/77 | drama       |
| 1976 | Taller de comèdies                               | 4/88 | comèdia     |